# 嬢王
『嬢王』（じょうおう）は、倉科遼・作、紅林直・画の漫画作品である。

## 概要
『嬢王』は、集英社発行の漫画雑誌・ビジネスジャンプに連載された。単行本は全12巻。
第1部が2004年18号から2008年5号まで、第2部にあたる『嬢王 Virgin』（じょうおうヴァージン）が2009年11号から2010年19号まで連載。
2005年10月7日から12月23日にかけて、テレビ東京系でテレビドラマとして（スポパラ枠金曜日）放送された（全12回）。ドラマ24の第1弾として初の連続ドラマ（『ドラマ24』の第1シリーズ）である。
2009年10月2日から12月18日にかけて、引き続き『ドラマ24』枠で、原幹恵主演で第2シリーズの『嬢王 Virgin』が連続ドラマとして放送された。
2010年10月8日から同じく『ドラマ24』枠で前作と同じく原主演で第3シリーズ『嬢王3 〜Special Edition〜』（じょうおうスリースペシャルエディション）が放送された。この作品は『ドラマ24』枠では初めての字幕放送を実施する。
2009年10月11日の23:30からBSジャパンで、『嬢王』が放送され、2009年12月27日放送分は第11話と最終話の2話連続で放送された。また、CMで「嬢王 Virgin」が、ドラマ24で放送していることと「嬢王 DVD-BOX」が、発売されていることを紹介した。
2010年10月10日の23:30からBSジャパンにて『嬢王 Virgin』が放送され、BSジャパンにおける『嬢王 Virgin』終了後の2011年1月9日の23:30からは『嬢王3 〜Special Edition〜』が放送された。
深夜番組という事もあって、キャストにはAV女優を多数起用している。

## 第1部
箱入り娘の女子大生藤崎彩は父の会社の倒産により1億5000万円の借金を背負ってしまい、追い討ちをかけるように父が倒れ入院してしまう。そんな中、彩の耳にキャバクラ嬢の友人からキャバクラ嬢ナンバーワン「嬢王」に賞金5000万円（原作では1億円）をプレゼントするというイベント「Q-1グランプリ」が開催されることを知り、借金返済のためキャバクラ嬢の道を歩むことを決意する。
本作品は、ナンバーワンのキャバクラ嬢を目指す主人公の生活をリアルに描いた作品である。生まれてから一度も男性と付き合ったことがなく（原作では同じ大学に通う彼氏がいるが、まだ体を許してはおらず処女である）また夜の世界とはまったく無縁だった彩だったが内に秘めた嬢王としての天性の素質を開花させ、また努力もあり1年間という長い戦いの中を勝ち抜いていくのであった。
そして彩はQ-1グランプリのファイナリスト3人の中の1人に選ばれ、さらに最終決戦で1対1の対決に挑む。その相手とは・・・?
1年間に及ぶ戦いを終えクリスマス・イブの日、ついに結果発表。勝者は彩か?それとも・・・
西崎達也直々に「嬢王、お目覚めを・・・」の一言で、Q-1グランプリ優勝者がついに決定した!

### ルール（Q - 1グランプリ）
参加者は100名でスタート。当初の100名は全国各地のキャバクラ嬢（キャスト）による応募の中から書類選考で選ばれたが、開始後に退店者が出た場合の補充等では一般のキャバクラ同様に街頭でのスカウト等による採用も行っている。
店が六本木にあるということで東京以外の応募者が不利にならないように、開始後1ヶ月間はオープン戦として客の滞在は1時間・キャストは15分ごとに交代を原則とした。1ヶ月経過後に正式に予選がスタートし毎月月末の成績を元にポイント上位50名が「ダイヤモンドフロア」、下位50名が「プラチナフロア」に振り分けられた。店には他に「UVR（Ultra VIP Room）」と呼ばれるVIPフロアもある（1時間20万円）。予選ではキャストが特定の相手を指名してトーナメントバトル（原則として1ヶ月間だが延長もある）を行うことも可能で、1対1のポイント勝負で敗れたキャストは退店しなければならない（当然Q-1からも脱落となる）。
スタートから半年経過したところで予選が終了。同時点の累積ポイント上位10名+社長推薦枠の5名（推薦枠には新たに達也がスカウトしてきた人間を含む）の15名が本選に進出した。予選落ちのキャストについては退店も自由としたが、店に残る場合は時給はそれまでの倍額が保証される。また本選開始に伴いプラチナフロアにショーステージが設けられ、ショーのみの観覧客に対してはチケットを販売する（チケットもポイント対象となる。ショーは主にターニャ・ゆうこらが担当）。本選では一旦ポイントをリセットした上で毎月末にランキングを発表し、その時点の下位2名ずつが脱落するルールとされた（しかし例外的な運用が多く行われた）。
11月末時点での本選ポイント上位3名が決勝に進出。決勝はそれまでとルールが変わり「12/1 - 24までの店の純利益勝負」で競われ、3名が「レジェンド（ただしダイヤモンドフロア+UVRのみ）」「プレシャス」「ピアニシモ」のいずれかの店舗を選び店長と共に店舗を切り盛りする。純利益には当然店の他のキャストの売上なども影響してくるため、店全体を巻き込んだ団体戦の様相を呈した。ドラマ版では名前が「R-1」に変更。

### 登場人物

#### キャバクラ嬢
藤崎 彩（ふじさき あや）
演 - 北川弘美
主人公（ヒロイン）。
大学三年生。小さい町工場を経営していた父が突然倒れ経営の継続が困難になり工場の負債として約1億5000万円もの借金が残ってしまったため、借金返済のためキャバクラ「ピアニシモ」に勤めだしその中で達也に認められQ-1へ参加。途中何度もQ-1から脱落の危機を迎えるも様々な幸運に恵まれぎりぎりで踏みとどまる。
第2部では水商売から足を洗っており、保育園に保母として勤めている。本人はキャストを続けるつもりだったが、父の死を契機に達也が「母親のそばにいてやれ」としてキャストを引退させたことが後に明らかにされている。
二階堂 亜莉沙（にかいどう ありさ）
演 - 蒼井そら
元々は新宿・歌舞伎町の店で長きに渡りNo.1を張っていたが、Q-1参加のため「ピアニシモ」→「レジェンド」に移籍。歌舞伎町時代からの太客を多数持ち、「年12回誕生日がある女」の異名をとる。太客である大神のことは単なる金ヅルとしか思っておらず、夜の誘いには「生理の為」と断り、彼氏とセックスをしていた。
Q-1では上位3人で争われる決勝へトップで進出を果たすが…。
荒河 静香（あらかわ しずか）
演 - 小川奈那
元々は彩の高校・大学の同級生で親友。彩の父親の借金問題を聞き、自らが働いていた「ピアニシモ」に彩を紹介する。彩がQ-1出場のため「レジェンド」に移籍した際もウェイトレス（バニーガール）として一緒に移籍し彩を様々な面から支援するが、途中からQ-1本選に社長推薦枠で出場する。
彩とは親友である一方で、高校時代の彼氏が実は彩のことが好きだったことや自らも達也に好意を抱いていることなどから彩をライバル視しており愛憎相反する感情を持っている。
本名は純（じゅん）だが店で一緒の時間が長いため、彩も店の内外を問わず「静香」と呼ぶようになっている。
橘 真帆（たちばな まほ）
演 - 麻丘実希
Q-1開始時点で36歳と、Q-1参加者の中で最年長。人呼んで「銀座の女郎蜘蛛」。元々は銀座の高級クラブのオーナーママであったが経営者として六本木に進出しようとしたところを真沙奈グループに潰され、結果として5億円の借金を抱え自らの店も手放さざるを得なくなり起死回生の策としてQ-1に参加した。
当初はQ-1で「嬢王」に選ばれた者と組んで銀座にキャバクラを出店しそこの経営者になるつもりであったが途中で自ら嬢王を目指すことに方針を変更する。
相沢 ゆうこ（あいざわ ゆうこ）
かつての人気アイドル。元々の所属事務所と契約等で揉め芸能界を干されていたところを真沙奈グループに拾われ、同グループのキャバクラ「プレシャス」でショーを行うようになる（他のキャスト同様に接客もする）。
ターニャ
元々は札幌・すすきののショーパブの人気ダンサーだったが、真沙奈グループの引き抜きに対抗すべく地方のキャバクラにスカウトに動いていた達也の目に留まり「レジェンド」に移籍。Q-1本選に社長推薦枠で出場することになる。
日本とロシアのハーフ。実はロシアのとある石油王が24年前に北海道で中古車の買い付け業を営んでいた際に函館に住んでいたとある女性との間に作った子供で、戸籍上の本名は「雪乃（ゆきの）」。「ターニャ」はその石油王が名づけたロシア名で、源氏名として用いている。

#### その他
西崎 達也（にしざき たつや）
演 - 金子昇
Q-1の舞台となるキャバクラ「レジェンド」や、彩が最初に勤めたキャバクラ「ピアニシモ」などを経営するレジェンドエンタープライズの社長。後にレジェンドエンタープライズの親会社で、芸能プロダクション等を傘下に持つレジェンドグループ本社のCEOに就任する。
戸籍上の本名は中坊健次（なかぼう けんじ）。その名の通りレジェンドグループ社長の父・精二が愛人に生ませた息子であるが、普段は母親が付けた名前である「西崎達也」を名乗っている。
第2部でも引き続きレジェンドグループのCEOを務めているが、キャバクラ運営の実務は雨宮に任せている。
長谷川 平蔵（はせがわ へいぞう）
初登場時はキャバクラ「ピアニシモ」の店長。レジェンドエンタープライズにおける事実上のNo.2で達也の片腕であり、Q-1でも達也が不在の時の店長として「レジェンド」を切り盛りしている。彩に対して片想いしておりQ-1の現場責任者として許される範囲で彩を支援し、Q-1決勝では「ピアニシモ」店長として彩をバックアップした。
中坊 精二（なかぼう せいじ）
演 - 中原丈雄
レジェンドグループの総帥。達也のスポンサーでもあり、当初達也が「キャバクラをやりたい」と言ってきたときに初期投資として3億円を貸したところ見事に店を成功させたため、達也のQ-1構想のスポンサーとなり20億円を出資する。
心臓に持病を抱えており、第1部終盤で心臓発作のため死去。遺言で後継者に「Q-1を成功させることが条件」としながらも達也を指名した（ドラマ版では名前が「精二」ではなく「精治」に変更され、亡くならなかった）。
中坊 慎一（なかぼう しんいち）
演 - 元木行哉
精二の長男（正妻との子）で、レジェンドグループでは芸能部門の責任者。しかし経営者としての才能は薄く、芸能部門は低迷が続いている。達也のことをライバル視しており、何かと対立する。
大須田（おおすだ）
いわゆる「芸能界のドン」と呼ばれる存在。妹が精二の下に嫁いでおり（その間に生まれたのが慎一）、その関係で達也とも古い知り合い。
真沙奈 泉美（まさな いずみ）
芸能プロダクション・キャバクラなどを広く手がける真沙奈グループの3代目。当初Q-1潰しのため「レジェンド」に傘下の芸能事務所のレースクイーンを送り込んだりライバル店舗として「プレシャス」を開店しQ-1参加者の引抜を図ったりしたが、最終的に達也の動きに乗る形で共闘。第1部終盤ではレジェンドグループと共同で新たに芸能プロダクション「レガシィ」を設立した。
普段はかなり強気な性格だが本質的にはマゾヒストであり、泉美を足蹴にする達也に惚れている。
彩の母親
演 - 大島さと子
作中で名前は出てこないが、度々登場する。彩の父が倒れた際に工場を除く家屋等を借金返済のために全て売却したため、現在はアパート暮らし。天然ボケの気がある。一度彩がアパートに携帯電話を忘れたため「レジェンド」に携帯を届けに行った際にばったり達也と出会い、達也のことを店の黒服と勘違いする。ドラマ版では名前が「藤崎美津子」となっている。

### テレビドラマ

#### ドラマ版のオリジナルキャスト
主要人物は#登場人物を参照。
- 長谷川 - 井之上チャル
- 望月メグ - 吉沢明歩
- 如月麗華 - 飯沢もも
- 大神 - 榊英雄
- 黒田 - 上地雄輔
- 藤崎耕介 - 沼崎悠
- 尾崎清貴 - 桐島優介

#### スタッフ
- 脚本 - 遠藤彩見
- チーフプロデューサー - 大田哲夫（テレビ東京）
- プロデューサー - 岡部紳二・森田昇（テレビ東京）、高橋萬彦・岩田和行（共同テレビ）
- 演出 - 松田秀知、石川淳一、岩田和行、佐藤源太、松木創、城宝秀則
- 音楽 - 五十嵐由美
- 楽曲
  - オープニングテーマ - KOTO「What's up」（ユニバーサルミュージック）
  - エンディングテーマ - Ring from Vo Vo Tau「Perpetual Snow」（Muture Communications inc.）
- 制作 - テレビ東京、共同テレビ
- 製作著作 - 「嬢王」制作委員会

#### 放送日程
| 各話                                                      | 放送日         | サブタイトル                 | 脚本     | 演出     | 視聴率 |
| --------------------------------------------------------- | -------------- | ---------------------------- | -------- | -------- | ------ |
| 第1話                                                     | 2005年10月07日 | 処女キャバ嬢! 鮮烈デビュー!  | 遠藤彩見 | 松田秀知 | 4.2%   |
| 第2話                                                     | 2005年10月14日 | セクハラ攻撃乱発! 濡れたブラ | 遠藤彩見 | 石川淳一 | 4.4%   |
| 第3話                                                     | 2005年10月21日 | 濡れた太もも! 処女喪失危機!  | 遠藤彩見 | 岩田和行 | 5.8%   |
| 第4話                                                     | 2005年10月28日 | 女体グランプリ開幕売春疑惑!  | 遠藤彩見 | 石川淳一 | 4.9%   |
| 第5話                                                     | 2005年11月04日 | 処女vsレズの快感! ヌード流出 | 遠藤彩見 | 岩田和行 | 5.4%   |
| 第6話                                                     | 2005年11月11日 | 刺青性技の蜜…社長メロメロ    | 遠藤彩見 | 松木創   | 6.0%   |
| 第7話                                                     | 2005年11月18日 | 君を買う! 萌えメグやるピョン | 山田俊昌 | 石川淳一 | 6.4%   |
| 第8話                                                     | 2005年11月25日 | 男に乗る女の腰技&SM天国!     | 山田俊昌 | 佐藤源太 | 6.8%   |
| 第9話                                                     | 2005年12月02日 | 指名タイマン勝負でコスプレ!  | 遠藤彩見 | 岩田和行 | 6.7%   |
| 第10話                                                    | 2005年12月09日 | 昇天キャバ嬢と蛇女性の正体   | 遠藤彩見 | 城宝秀則 | 6.3%   |
| 第11話                                                    | 2005年12月16日 | 後のキス…彩監禁からまる舌    | 遠藤彩見 | 岩田和行 | 6.6%   |
| 最終話                                                    | 2005年12月23日 | 嬢王誕生! 衝撃結末と涙の別れ | 遠藤彩見 | 石川淳一 | 4.9%   |
| 平均視聴率 5.8%（視聴率は関東地区・ビデオリサーチ社調べ） |                |                              |          |          |        |

## 嬢王 Virgin
第1部で彩が優勝を飾ってから3年後、六本木にも不況の影がちらつくようになりかつてQ-1グランプリの会場となったクラブ「Legend」にも陰りが見えつつあった。そんな不況の風を吹き飛ばすべく「嬢王 GP 2nd」の開催がアナウンスされた。今回の優勝賞金は前回の3倍増の3億円（ドラマでは1億円）となったが、何と参加資格は「平成生まれ」限定。全国各地から平成生まれのいわゆる「ageha嬢」がLegendに集結したが…。

### ルール
参加者は300名。まず予選は参加者が30名ずつ10グループに分かれ、グループごとに別々の店舗で営業する。決勝には売上上位3店舗のキャスト全員（90名）と、残る7店舗のキャストのそれぞれNo.1（7名）が進出するとされた。

### キャスト

#### キャバクラ嬢
杏藤 舞（あんどう まい）
演 - 原幹恵
主人公（ヒロイン）。神奈川県伊勢原市出身。高校卒業前に就職が決まらず、「嬢王GP 2nd」の開催を知り参加を決意。性格が活発的で家族構成は母親と弟二人。母親は元メイクアップアーティスト。ドラマ版では、高校卒業前に飛び降り自殺しようとしたところに「嬢王GP 2nd」のチラシを見て参加を決意。性格が内向的で胸が大きいことがコンプレックスでいじめに遭っていた。
佐々木 翔子（ささき しょうこ）
演 - 横山美雪
神戸出身。番を張ろうとしている。ドラマ版では関西代表（ただし出身は青森）。眼鏡をかけている。煙草を吸ったり言動が荒く典型的なヤンキーキャラで、番を張ろうとしているが、客の前では萌え系の癒し系キャラであり猫を被っている事が分かる。珠里の客を横取りする為に枕営業をする。
青山 珠里（あおやま じゅり）
演 - 木口亜矢
博多出身。中洲での前店では10代でのナンバーワンだった。（今はまだ隠している）策謀を楽しんでいる。ドラマ版では九州代表。
木下 朋（きのした とも）
演 - 黒川芽以
舞と同じく神奈川県伊勢原市出身。小学校の時にいじめられていたところを舞に助けてもらった（舞は覚えていない）。中学高校と引きこもり→リストカットをしていた。ドラマ版では表向きは舞を助けているが徐々に本性を現していく。

#### その他
雨宮 純一（あまみや じゅんいち）
演 - 永田彬
嬢王GPの主催者。頭脳明晰だが冷酷非道。容赦ない試練を与える。
桐島 香織（きりしま かおり）
演 - かでなれおん
純一の婚約者。彼に一途。体が不自由なため車椅子に乗っている。

### テレビドラマ

#### ドラマ版のオリジナルキャスト
主要人物は#キャストを参照。

##### キャバクラ嬢
泉 優衣華（いずみ ゆいか）
演 - 原紗央莉
孤高のキャスト。朋の本性を知っているが舞には内緒にしている。予選1位通過で本選に臨む。
水城 沙羅（みずき さら）
演 - 辰巳奈都子
SM界で有名だった。舞を苛めていた。自分の客に舞を強姦させようとしたが…
春名 美羽（はるな みわ）
演 - 桜木凛
元アキバ系アイドル。複数の客への枕営業でセックスをするも、それが露呈し客が離れてしまい、売り上げを出せず店を去る。
神崎 エリナ（かんざき えりな）
演 - 朝日奈あかり
女子大生で大学のミスコンテスト保持者。自身の有利な指名を得る為、黒服とセックスをして店を解雇される。
一条 亜美（いちじょう あみ）
演 - 麻美ゆま
かつて「MUSELVA」でNo.1キャストだったが、嬢王GPの参加資格が平成生まれと限定されたためクビに。モモと一緒に黒服として勤務しているが、嬢王GPを裏から引っ掻き回している。

##### その他
- 桜木貴志 - 大口兼悟
- 美咲菜々 - 桜井莉菜
- 三上喜和子 - 伊佐山ひろ子
- レイナ - 長野真歩
- 福田 - 敦士
- 加藤（店長） - 津村知与支
- 桐島章一郎 - 大河内浩

パート1からのキャスト（いずれもゲスト出演）
- 二階堂亜莉沙 - 蒼井そら
- 望月メグ - 吉沢明歩
- 藤崎彩 - 北川弘美（最終話 / 友情出演）

#### スタッフ
- 脚本 - 梶木美奈子
- プロデューサー - 岡部紳二・森田昇・阿部真士（テレビ東京）、高橋萬彦・岩田和行（共同テレビ）
- 演出 - 岩田和行、小山田雅和、植田泰史、根本和政、森田昇
- 音楽 - 林ゆうき
- 楽曲
  - オープニングテーマ - May J.「君がいて」（rhythm zone）
  - エンディングテーマ - SWEET BLACK feat.MAKI GOTO「with...」（rhythm zone）
  - 挿入歌 - レディー・ガガ「ポーカー・フェイス」（ユニバーサル・インターナショナル）
- 企画協力 - オスカープロモーション
- 制作協力 - ベイシス、バスク、フジアール
- 制作 - テレビ東京、共同テレビ
- 制作著作 - 「嬢王Virgin」制作委員会

#### 放送日程
| 各回                                                      | 放送日         | サブタイトル                                   | 演出       |
| --------------------------------------------------------- | -------------- | ---------------------------------------------- | ---------- |
| 第1回                                                     | 2009年10月02日 | キャバ嬢の欲望! 女の勝負!!                     | 岩田和行   |
| 第2回                                                     | 2009年10月09日 | 禁断のワザで脱落! ハーレム                     | 小山田雅和 |
| 第3回                                                     | 2009年10月16日 | 悩殺! エロ浴衣祭で秘技炸裂!                    | 植田泰史   |
| 第4回                                                     | 2009年10月23日 | 肉欲のエロ奴隷! 初の同伴                       | 根本和政   |
| 第5回                                                     | 2009年10月30日 | 爆乳の危機! SM女王…涙                          | 岩田和行   |
| 第6回                                                     | 2009年11月06日 | 艶女! レズ愛撫で処女告白                       | 小山田雅和 |
| 第7回                                                     | 2009年11月13日 | （秘）蜜汁絶頂昇天! 生ビキニ                   | 岩田和行   |
| 第8回                                                     | 2009年11月20日 | 初H!! 処女喪失…堕ちた女                        | 植田泰史   |
| 第9回                                                     | 2009年11月27日 | 濡れ肌Gカップ!悪女背信                         | 森田昇     |
| 第10回                                                    | 2009年12月04日 | 濡れ妻（秘）美乳対決!                          | 小山田雅和 |
| 第11回                                                    | 2009年12月11日 | 愛獣!狂宴乱交!? 地獄責め!! 余命1ヶ月のキャバ嬢 | 岩田和行   |
| 最終回                                                    | 2009年12月18日 | 感涙驚愕結末!! 最後の裸                        | 岩田和行   |
| 平均視聴率 4.9%（視聴率は関東地区・ビデオリサーチ社調べ） |                |                                                |            |

#### ネット局
| 放送対象地域   | 放送局                    | 系列                          | 放送期間                       | 放送日時 |
| -------------- | ------------------------- | ----------------------------- | ------------------------------ | --- |
| 関東広域圏     | テレビ東京(TX)【制作局】  | テレビ東京系列                | 2009年10月2日 - 12月18日       | 金曜 24時12分 - 24時53分 |
| 北海道         | テレビ北海道（TVh）       | テレビ東京系列                | 2009年10月2日 - 12月18日       | 金曜 24時12分 - 24時53分 |
| 愛知県         | テレビ愛知（TVA）         | テレビ東京系列                | 2009年10月2日 - 12月18日       | 金曜 24時12分 - 24時53分 |
| 岡山県・香川県 | テレビせとうち（TSC）     | テレビ東京系列                | 2009年10月2日 - 12月18日       | 金曜 24時12分 - 24時53分 |
| 福岡県         | TVQ九州放送（TVQ）        | テレビ東京系列                | 2009年10月2日 - 12月18日       | 金曜 24時12分 - 24時53分 |
| 大阪府         | テレビ大阪（TVO）         | テレビ東京系列                | 2009年10月5日 - 12月21日       | 月曜 24時12分 - 24時53分 |
| 奈良県         | 奈良テレビ（TVN）         | JAITS                         | 2009年10月9日 - 12月25日       | 金曜 25時30分 - 26時10分 |
| 新潟県         | テレビ新潟（TeNY）        | 日本テレビ系列                | 2009年10月15日 - 2010年1月14日 | 木曜 25時5分 - 25時40分 |
| 福島県         | 福島中央テレビ（FCT）     | 日本テレビ系列                | 2010年1月15日 - 4月2日         | 金曜 25時25分 - 26時05分 |
| 岩手県         | IBC岩手放送（IBC）        | TBS系列                       | 2010年1月29日 - 4月30日        | 金曜 24時59分 - 25時39分 |
| 熊本県         | 熊本県民テレビ（KKT）     | 日本テレビ系列                | 2010年2月13日 - 5月1日         | 土曜 24時50分 - 25時30分 |
| 和歌山県       | テレビ和歌山（WTV）       | JAITS                         | 2010年4月3日 - 6月19日         | 土曜 23時55分 - 24時35分 |
| 富山県         | チューリップテレビ（TUT） | TBS系列                       | 2010年4月5日 - 4月22日         | 月〜木曜 24時55分 - 25時35分 |
| 大分県         | 大分朝日放送（OAB）       | テレビ朝日系列                | 2010年4月19日 - 4月25日        | 月〜水曜 25時15分 - 25時50分 木曜 25時30分 - 26時35分 金曜 25時25分 - 27時05分 土曜 25時00分 - 26時10分 日曜 24時55分 - 26時05分 |
| 石川県         | 北陸放送（MRO）           | TBS系列                       | 2010年7月8日 - 10月21日        | 木曜 25時25分 - 26時05分 |
| 長野県         | 信越放送(SBC)             | TBS系列                       | 2010年9月17日 - 12月3日        | 金曜 24時50分 - 25時30分 |
| 日本全域       | BSジャパン                | BSデジタル放送 テレビ東京系列 | 2010年10月10日 - 12月26日      | 日曜 23時30分 - 24時05分 |
| 山形県         | テレビユー山形（TUY）     | TBS系列                       | 2011年1月14日 - 4月22日        | 金曜 24時15分 - 24時55分 |
| 宮城県         | 東日本放送（KHB）         | テレビ朝日系列                | 2011年9月24日 - 12月10日       | 土曜 24時30分 - 25時10分 |
| 滋賀県         | びわ湖放送(BBC)           | JAITS                         | 2011年10月4日 - 12月20日       | 火曜 26時20分 - 27時00分 |
| 三重県         | 三重テレビ（MTV）         | JAITS                         | 2011年10月19日 - 12月28日      | 水曜 27時20分 - 28時00分 |

## 嬢王3 〜Special Edition〜

### キャスト（嬢王3）

#### キャバクラ嬢
杏藤 舞（あんどう まい）
演 - 原幹恵
元カリスマキャバ嬢。キャバ嬢を辞めた後ヘアサロンでバイトしていたが、事故を起こし3000万円を櫂人に立替えて貰う。陰謀した櫂人によって示談が成立し、最初は1週間だけシーサイドで働くが、理央名の傲慢なやり方が気に食わず、そのためか正式にキャバ嬢として復帰した。前作同様、卑怯なことが大嫌いで常に正々堂々と闘いを挑む。キャバ嬢復帰後は恵流の家に住んでいる。故人となった優衣華と姉のまりあのためにGP参戦。
香月 理央名（かづき りおな）
演 - 明日花キララ
チーム・リオナのリーダーでシーサイドのナンバー1。接客上手でヘルプやエスコートなどが上手で、女扱いが天才的に上手く、鉄の結束で結ばれたヘルプ軍団チーム・リオナの絶対的権力者。常に強者の余裕を感じさせる態度を取る。舞より早くGPに参戦。またクジ・コーポレーションへの移籍の噂があり、実際に九司社長に近付いて、チームごと移籍しようと企んでいる。その為にある人物とホテルで密会し、セックスをする。その際に自ら腰を振りながら会話をし、気丈に振る舞いながらも、快感を得た際に相手の体を鷲掴みにするなど、強がりな面がある。ライバルの舞を消すことなら何でもする。
萌（もえ）
演 - 佐久間麻由
第3回まで登場。シーサイドで働くチーム・リオナの一員だったが、脱退してあこがれの舞のヘルプに付く。萌の誕生日パーティーで、リオナ軍団に酔い潰されて病院直行したが、それと引き換えに理央名からの30万円の借金全額返済。
久遠 恵流（くおん える）
演 - 中山恵
シーサイドのエスコート。格闘技好きで屈強。普通の男相手なら大概は勝てる腕前のため、店の用心棒も兼ねている。また雪乃・櫂人から舞の監視に付くよう命じられている。舞の同居人。読書で暗殺術の勉強もする。昔男と辛い経験あったとき雪乃に助けられたことがあった。準決勝以降では、ヘルプが少なく売上で苦戦している舞のため、舞が準決勝敗退でクビの条件でキャストとしてヘルプに就く。
姫華（ひめか）
演 - 羽田あい
シーサイドで働くチーム・リオナの一員。枕営業はしていなかったが、第6回では理央名の命令で渋々、片山に枕営業をする。しかし、セックスした後に飽きられ、相手にされなくなってしまう。紗夜が理央名のヘルプについて以降、理央名からの扱いが悪くなる。
憂妃（ゆうき）
演 - 川村りか
第4回まで登場。シーサイドで働くチーム・リオナの一員だったが、第4回で妊娠が発覚し、産む勇気を舞に貰った。が、店長の信用を回復させる目的で店長と一芝居打ち、舞を裏切り退店し結婚、だが最終的には結婚を即した舞に敬意をはらっている。
レイラ
演 - 丸高愛実
シーサイドで働くキャバ嬢でチーム・リオナの一員だったが、いずれは枕営業もさせられるんじゃないかと嫌気が差し、第6回で理央名を裏切り舞のヘルプに付いた。現在はチーム舞の一員。
ココ
演 - 館恵美
シーサイドで働くキャバ嬢。チーム・リオナの一員。離脱したレイラとは仲が悪い。
紗夜（さよ）
演 - 星野あかり
チーム・リオナの助っ人キャバ嬢。理央名にチャンスを貰い、チャンスを物にしようと片山に枕営業を行う。、セックスでは「チャンスには乗らなきゃ」と言いながら積極的に腰を振っていた。
瀧 スミレ（たき すみれ）
演 - 松本さゆき
札幌の薄野からきたキャバ嬢。SM好きの超ドSキャラ（但し、雪乃の前ではMキャラ）で、屈強なはずの恵流も敵わない。GPでは理央名との首位争いをしていて、雪乃により異動を言い渡され、途中からシーサイドで働く。
みさ / かのん
演 - 栗林里莉 / 浜丘麻矢
第5・6回で登場した、舞に雇われた日雇いキャバ嬢。1日しか働かない予定だったが、舞に説得されコスプレイベントまで舞のヘルプに付く。しかし、コスプレイベントが終わると二人して舞を裏切り、チーム・リオナに寝返るが…。
神代 まりあ（かみしろ まりあ）
演 - 原紗央莉
第2回で初登場。泉優衣華の腹違いの姉で容姿も瓜二つ。優衣華の唯一の友人でライバルだった舞が、シーサイドで働くと聞いて何故復帰したのか真相を知るために、舞に復讐すると見せかけ雪乃に近づきキャバ嬢として働く。舞も想像できない程の数々の人脈を持っている。
桐島 香織（きりしま かおり）
演 - かでなれおん
嬢王GP閉幕後に「ナイト」のクラブ・ミュゼルヴァを経営していたが、舞が辞めてから舞を恨み、復讐を企んでいる。第3回以降、華沢カオリの源氏名でシーサイドのキャバ嬢としてGPに出場する。

#### シーサイドスタッフ
小宮山 櫂人（こみやま かいと）
演 - 渡部豪太
雪乃の弟（但し、雪乃と血の繋がりはない）で、ミラーズの副社長、シーサイドのオーナー店長。少年の頃に両親を亡くしている。舞と理央名を利用して様々な計略を企てていたが、時が経つにつれて舞に本気で惹かれていく。
園田（そのだ）
演 - 篠田光亮
シーサイドで働く黒服。黒服チーフであるにもかかわらず気が弱く、店のキャストに頭が上がらない。恵流に気があるが、相手にされていなかった。権造に一目惚れされている。
伊部 権造（いぶ ごんぞう）
演 - 金剛地武志
美容師で舞がアルバイトしていたヘアサロンの店長でオカマ。舞にとっては大切な友達で自らシーサイド専属のヘアメイクとなる。舞をサポートするが、自分のことを下の名前で呼ぶ理央名のことは大嫌い。
小宮山 雪乃（こみやま ゆきの）
演 - 神楽坂恵
櫂人の姉で、ナイトビジネス・ミラーズの代表取締役社長。不況の中シーサイドを成功させた豪腕のビジネスウーマン。高校時代に親戚の叔父にレイプされた過去を持ち、男性不信に陥ったことからレズビアンとなり、愛人が複数いる。
秘書
演 - 葵
雪乃の秘書。

#### その他
江波 哲（えなみ さとし）
演 - 深水元基
シーサイドに通う謎の男。第8回で舞と江波のベッドに寝てる写真がコラージュであることを実証する為に、自分達の正体がキャバクラランキング「キャラバン」の覆面調査員であることを告白した。
久司 大輔（くじ だいすけ）
演 - 神尾佑
クジ・コーポレーション社長。理央名を利用しつつ、桐島香織の復讐に手を貸すが…。
ライバル店のカリスマキャバ嬢
演 - 立花胡桃
櫂人がクジ・コーポレーションから引き抜こうとする。
二階堂 亜莉沙（にかいどう ありさ）
演 - 蒼井そら
R-1グランプリで初代嬢王・藤崎彩と壮絶なバトルの末敗れた伝説のキャバ嬢。表社会のみならず、裏社会にもまりあ以上の数々の人脈を持っている。

#### シーサイドの客
イジリー岡田（第4回）
他の客役のゲスト俳優は役名が有ったが、イジリーだけは本人役だった。
相崎 志麻子（あいざき しまこ）
演 - 筒井真理子（第6回）
レディースデーの客。宝石商経営。みさ、かのんの嘘を見抜く。また舞を指名してスランプを脱出するアドバイスをする。
片山（かたやま）
演 - 藤川俊生
江波と一緒にシーサイドに通う謎の男。紗夜に強請られ江波の写真を渡してしまった。
土屋（つちや）
演 - 城咲仁（第9回）
ギャンブルナイトの客。
北沢（きたざわ）
演 - 山崎まさや（第11回）
舞の常連客、その日は満席だった為、舞を応援するのにボトルだけ入れて帰っていったが、後日また改めて来店する。
清水（しみず）
演 - 加藤鷹（最終回）
理央名の指名客。理央名がなかなか来ない為帰ろうとしていたが、ヘルプに付いた舞の心遣いが気に入り、舞を場内指名した。

### グランプリ
- 30人が予選（第4〜10回）で売上金額上位5名に絞られ（シーサイドからは理央名、スミレ、舞の3名が突破）、準決勝（第11回）を行い、売上金額上位2名がシーサイドで行われるクリスマス決勝に進出（第12回）する。勝者には賞金1000万円とアナウンスされていたが、第10回で副賞としてシーサイドの永久経営権が付くことが発表された。

### スタッフ
- チーフプロデューサー - 岡部紳二（テレビ東京）
- プロデューサー - 阿部真士（テレビ東京）、高橋萬彦、佐藤源太（共同テレビ）
- 脚本 - 遠藤彩見
- 演出 - 佐藤源太、都築淳一、松木創
- 楽曲
  - 主題歌 - 葵 from.彩冷える「Surrender Love」（徳間ジャパンコミュニケーションズ）
  - エンディングテーマ - PLΛTINUM「愛罠」（ドリーミュージック）
  - 挿入歌 - Ne-Yo「ビューティフル・モンスター」（ユニバーサルインターナショナル）
- 制作 - テレビ東京／共同テレビ
- 製作著作 - 「嬢王３ ～Special Edition～」製作委員会

### 放送日程
| 各回                                                      | 放送日         | サブタイトル            | 演出     | 視聴率 |
| --------------------------------------------------------- | -------------- | ----------------------- | -------- | ------ |
| 第1回                                                     | 2010年10月08日 | 艶乳再臨! レズの罠      | 佐藤源太 | 4.6%   |
| 第2回                                                     | 2010年10月15日 | セクシー水着の危機!     | 佐藤源太 | 4.2%   |
| 第3回                                                     | 2010年10月22日 | 恥辱の接吻! 濡肌の罠    | 佐藤源太 | 3.7%   |
| 第4回                                                     | 2010年10月29日 | 愛欲の餌食! (秘)舌技!?  | 佐藤源太 | 3.5%   |
| 第5回                                                     | 2010年11月05日 | 美乳危機! 処女売った    | 佐藤源太 | 4.1%   |
| 第6回                                                     | 2010年11月12日 | 女の愛撫… 火炙り生贄    | 都築淳一 | 3.3%   |
| 第7回                                                     | 2010年11月19日 | 禁断の情事! 踊る乳房    | 松木創   | 4.1%   |
| 第8回                                                     | 2010年11月26日 | 桃尻の艶技 (秘)流出写真 | 松木創   | 4.6%   |
| 第9回                                                     | 2010年12月03日 | 悶絶縄縛り! 挑発S女     | 佐藤源太 | 5.0%   |
| 第10回                                                    | 2010年12月10日 | 濡れた欲情! 決意の夜    | 松木創   | 3.3%   |
| 第11回                                                    | 2010年12月17日 | 官能絶頂!! 白肌の戯れ   | 松木創   | 3.5%   |
| 最終回                                                    | 2010年12月24日 | 牝猫夜宴! 夢の果て      | 佐藤源太 | 4.0%   |
| 平均視聴率 4.0%（視聴率は関東地区・ビデオリサーチ社調べ） |                |                         |          |        |

### ネット局
| 放送対象地域   | 放送局                    | 系列                          | 放送期間                       | 放送日時                 |
| -------------- | ------------------------- | ----------------------------- | ------------------------------ | ------------------------ |
| 関東広域圏     | テレビ東京(TX)【制作局】  | テレビ東京系列                | 2010年10月8日 - 12月24日       | 金曜 24時12分 - 24時53分 |
| 北海道         | テレビ北海道（TVh）       | テレビ東京系列                | 2010年10月8日 - 12月24日       | 金曜 24時12分 - 24時53分 |
| 愛知県         | テレビ愛知（TVA）         | テレビ東京系列                | 2010年10月8日 - 12月24日       | 金曜 24時12分 - 24時53分 |
| 岡山県・香川県 | テレビせとうち（TSC）     | テレビ東京系列                | 2010年10月8日 - 12月24日       | 金曜 24時12分 - 24時53分 |
| 福岡県         | TVQ九州放送（TVQ）        | テレビ東京系列                | 2010年10月8日 - 12月24日       | 金曜 24時12分 - 24時53分 |
| 大阪府         | テレビ大阪（TVO）         | テレビ東京系列                | 2010年10月11日 - 12月27日      | 月曜 24時12分 - 24時53分 |
| 奈良県         | 奈良テレビ（TVN）         | JAITS                         | 2010年10月15日 - 12月31日      | 金曜 25時30分 - 26時05分 |
| 新潟県         | テレビ新潟（TeNY）        | 日本テレビ系列                | 2010年10月21日 - 2011年1月6日  | 木曜 24時38分 - 25時18分 |
| 長野県         | 信越放送(SBC)             | TBS系列                       | 2010年12月10日 - 2011年3月18日 | 金曜 24時50分 - 25時30分 |
| 富山県         | チューリップテレビ（TUT） | TBS系列                       | 2011年1月5日 - 3月30日         | 水曜 24時00分 - 24時42分 |
| 福島県         | 福島中央テレビ（FCT）     | 日本テレビ系列                | 2011年1月6日 - 4月21日         | 木曜 25時13分 - 25時53分 |
| 全国           | BSジャパン                | BSデジタル放送 テレビ東京系列 | 2011年1月9日 - 4月3日          | 日曜 23時30分 - 24時05分 |
| 長崎県         | 長崎放送（NBC）           | TBS系列                       | 2011年1月13日 - 4月7日         | 木曜 23時50分 - 24時30分 |
| 岩手県         | IBC岩手放送（IBC）        | TBS系列                       | 2011年1月28日 - 5月13日        | 金曜 25時00分 - 25時40分 |
| 熊本県         | 熊本県民テレビ（KKT）     | 日本テレビ系列                | 2011年2月12日 - 5月7日         | 土曜 25時00分 - 25時40分 |
| 石川県         | 北陸放送（MRO）           | TBS系列                       | 2011年2月17日 - 5月5日         | 木曜 25時25分 - 26時05分 |
| 鳥取県・島根県 | 日本海テレビ（NKT）       | 日本テレビ系列                | 2011年3月26日 - 6月11日        | 土曜 24時50分 - 25時35分 |
| 和歌山県       | テレビ和歌山（WTV）       | JAITS                         | 2011年4月3日 - 6月19日         | 日曜 24時25分 - 25時05分 |
| 鹿児島県       | 鹿児島放送（KKB）         | テレビ朝日系列                | 2011年10月29日 - 2012年1月28日 | 土曜 25時30分 - 26時10分 |
| 滋賀県         | びわ湖放送(BBC)           | JAITS                         | 2012年1月10日 - 4月3日         | 火曜 26時20分 - 27時00分 |
| 宮城県         | 東日本放送（KHB）         | テレビ朝日系列                | 2012年1月14日 - 4月7日         | 土曜 24時30分 - 25時10分 |
| 山形県         | テレビユー山形（TUY）     | TBS系列                       | 2012年4月13日 - 7月13日        | 金曜 24時15分 - 24時55分 |

## 備考
- 「嬢王 Virgin」に出演している原紗央莉が、2009年に発売したヌード写真集が、東京の公共の場で撮影されたことによる「公然わいせつ罪」で、撮影した写真家篠山紀信らと共に書類送検となったが、2010年1月以降の遅れネット局では問題なく放送されている。
- 「嬢王3〜Special Edition〜」第5話にて、「出没!アド街ック天国 ○○コレクション」のパロディー「六本木・シーサイドコレコション」が放送された。
- テレ東ドラマで女性のバストトップが映されたのは「嬢王3 〜Special Edition〜」が最後と言われている[5]。
- 2012年5月15日『嬢王 キャバクラカードバトル』がフィーチャーフォン版「GREE」にてプレイ可能になった。サイバードとデジタルジャケットの開発による提供。

### 東日本大震災による影響
- 2011年3月11日に発生した東日本大震災の影響で、「嬢王 Virgin」を遅れネットで放送しているテレビユー山形は震災の情報を伝える番組（『TBSニュースバード』の終夜放送など）を放送したため3月11日と3月18日は休止になった他、「嬢王3〜Special Edition〜」を遅れネットで放送している局のうち、IBC岩手放送はテレビユー山形同様に『TBSニュースバード』の終夜放送などを放送していたため3月11日から4月1日まで、福島中央テレビは東北地方太平洋沖地震関連の情報を放送したり、放送終了時間を通常より早めていた関係で3月17日から4月7日までそれぞれ放送を休止していた[6]。また、信越放送は3月11日に放送予定だった最終回が3月18日に放送日が延期された他、くまもと県民テレビは3月12日、チューリップテレビは3月16日、長崎放送は3月17日はそれぞれ放送休止となり、日本海テレビも放送開始日が3月26日に延期された。